# Гетсиманската градина (книга)
„Гетсиманската градина“ (на украински: Сад Гетсиманський) е роман с автобиографични елементи на украинския писател Иван Багряни. Романът е написан в периода 1948 – 1950 година. Според библейската легенда Гетсиманската градина е мястото, където Иисус Христос произнася Гетсиманската молитва в деня предателството на Юда Искариотски.

## Концепция
Романът „Гетсиманската градина“ е химн на човешкото достойнство на границата между живота и смъртта, и същевременно гневна присъда на тоталитарния сталинистки режим, унищожил милиони хора без разследване и съд. Творбата разказва за трагичната съдба на семейството на селския ковач Яков Чумак, с главен герой най-малкият му син Андрий.
Имената на следователите от НКВД, администраторите на затворите и затворниците, описани в романа, са имената на реални личности. Авторът е запазил оригиналните имена „за да знаят потомците палачите на хората и жертвите да не останат безименни“.
Мирогледната концепция на автора, която е в основата на творбата, се разкрива чрез диалози между палачите и жертвите. Следователите живеят в изкуствен, неестествен свят, в който „човекът е боклук“ и където „има достатъчно хора“, колкото и да убиеш. Лирическият герой издържа на всякакви мъчения и не се пречупва, защото зад него стои хуманистичен свят, където само човешката душа е вечна, а политическият режим е преходен. Следователите Великин, Фрей, Сергеев, Донец са рожба на неумолимия механизъм на репресивната машина на Сталин. Всеки от тях има свои собствени методи и стил на работа, своя осакатена съдба и душа, но всички те споделят страха и обречеността, скрити от жестокост и цинизъм.
Андрий, подобно на своите братя и приятели сред затворниците, е духовно цялостен характер. Той не жертва себе си или другиго в името на идея, а живее в името на това, в което вярва. Като повечето затворници, основно за Чумак е да не загуби човешкото в себе си сред изобилието от насилие, да не се превърне в „мръсник“, да не се признае за виновен без вина.
Присъдата за децата на селския ковач Чумак е тежка. Четирима синове и една съвсем млада сестра Хала са осъдени на изтезания от НКВД. Никой от тях не моли за помилване, защото не признават „пролетарското правосъдие с кука и тояга“, както и „социализма, изграден със затвор и куршум“. Замяната на екзекуция с двадесет години тежък труд не променя особено живота им. Всеки член на семейството вярва, че ще преминат без гняв и омраза през дългите години затвор, ще издържат всичко, което съдбата им е подготвила, и ще останат истински патриоти на Украйна.

## Сюжет
Писателят хвърля главният герой, младият мъж Андрий Чумак, в тежки изпитания. Андрий е духовно придружаван и подкрепян в изпитанията в затвора на НКВД от баща си, Яков Чумак. Андрий преминава „през всички кръгове на ада“: мъчения, нощни разпити, обиди, подигравки, провокации.
Иван Багряни описва нищожността на съществуването на дисидентите според следователите и пазачите в затвора.
По време на престоя си в затвора на НКВД Андрий Чумак е разпитван:
1. От следовател Сергеев. Чумак смята Сергеев за различен от останалите, защото следователят не спи добре. Чумак предполага, че в съня си той е измъчван от сцени на побоища и прилагане на методи за разпит на задържани.
2. От следовател Донец. Той е най-твърдият следовател и Чумак почти се разколебава. За да се спаси, Чумак „вербува“ Донец. Андрий се среща случайно с познат на Донец в затвора и научава голямо количество информация за следователя. Донец е „вербуван“, тоест обвинен заедно с Андрий, след като Чумак признавана следовател Фрей, че двамата с Донец са дисиденти. Така Донец също лежи в затвора.

Финалът на творбата е оптимистичен.

## Място на действие
Действието на творбата се развива в Харков, в затворите на Раднаркомивска и Холодная хора.

## Почетни споменавания
Романът е включен в Списъка на 100-те най-велики украински литературни произведения (подготвен от украинския ПЕН клуб).